# 宾多夫 (贝恩堡)
宾多夫（德語：Biendorf）是德国萨克森-安哈尔特州萨尔茨兰县的村庄和旧市镇。自2010年1月1日起，宾多夫成为贝恩堡市的城区。